# Tessaropa
Tessaropa is een kevergeslacht uit de familie van de boktorren (Cerambycidae). De wetenschappelijke naam van het geslacht werd voor het eerst geldig gepubliceerd in 1847 door Haldeman.

## Soorten
Tessaropa omvat de volgende soorten:
- Tessaropa luctuosa Zayas, 1975
- Tessaropa boliviana Martins & Galileo, 2006
- Tessaropa carioca Martins, 1981
- Tessaropa elizabeth Bezark, 2013
- Tessaropa elongata Galileo & Martins, 2009
- Tessaropa guanabarina Martins, 1981
- Tessaropa hispaniolae Lingafelter, 2010
- Tessaropa mineira Martins, 1981
- Tessaropa tenuipes (Haldeman, 1848)